# Eubelum kisantui
Eubelum kisantui is een pissebed uit de familie Eubelidae. De wetenschappelijke naam van de soort is voor het eerst geldig gepubliceerd in 1950 door Arcangeli.